# Kamica
Kamica (deutsch Kämitz) ist ein Weiler in der Stadt- und Landgemeinde Gościno (Groß Jestin) im Powiat Kołobrzeski (Kreis Kolberg) der polnischen Woiwodschaft Westpommern. Er gehört zum Schulzenamt Pławęcino (Plauenthin).

## Geographische Lage
Der Weiler liegt in Hinterpommern, etwa 17 Kilometer südlich von Kołobrzeg (Kolberg) und etwa 100 Kilometer nordöstlich der regionalen Metropole Stettin (Szczecin). Er befindet sich etwa einen Kilometer von der Nordspitze des in Nordsüd-Richtung langgestreckten Kämitz-Sees entfernt.

## Geschichte
Der Weiler Kämitz ist aus einer Holzwärterei hervorgegangen und ist nach dem die Kämitz genannten, ursprünglich zum Vorwerk von Groß Jestin gehörenden Waldgebiet östlich des Kämitz-Sees benannt, das auch als der Groß Jestiner Forst oder als das Jestiner Holz bezeichnet wird. Nach den Angaben in Heinrich Berghaus’ Landbuch des Herzogtums Pommern wohnte der Holzwärter mit seiner Familie auf einem Kossätenhof, zu dem ein Wohnhaus und zwei Nebengebäude sowie 32 Morgen Acker und Wiese gehörten, wofür er eine Pachtgebühr an die Stadtkämmerei von Kolberg zu entrichten hatte. In Kämitz wurde Rinder- und Schweinezucht betrieben, und es gab am Ort eine Schäferei.
Im 19. Jahrhundert wurde Wald gefällt und ein Gut angelegt, das die Stadt Kolberg 1855 in private Hände verkaufte. Letzter Gutsbesitzer war Hugo Wege, der Kämitz vor dem Ersten Weltkrieg erwarb und bis 1945 bewirtschaftete. Das Gut umfasste (Stand 1939) insgesamt 269 Hektar, davon 228 Hektar Ackerland.
Auf dem sogenannten Schlossberg bei Kämitz befinden sich Burgwälle einer ehemaligen Burganlage, jedoch sind keine Mauerreste sichtbar. Wegen ihrer idyllischen Lage waren der Kämitz-See und die Kämitz ein beliebtes Ausflugsziel für Kolberger Bade- und Kurgäste.
Vor 1945 gehörte Kämitz zur Landgemeinde Groß Jestin im Landkreis Kolberg-Körlin im Regierungsbezirk Köslin der Provinz Pommern. Gegen Ende des Zweiten Weltkriegs wurde die Region im Mai 1945 von der Roten Armee besetzt und anschließend zusammen mit ganz Hinterpommern unter polnische Verwaltung gestellt. Die deutsche Bevölkerung wurde in der Folgezeit vertrieben. Spätestens seit dem deutsch-polnischen Grenzvertrag gehört das Gebiet zu Polen.

## Entwicklung der Einwohnerzahlen
- 1816: 05[4]
- 1864: 80[4]
- 1885: 95[4]
- 1905: 91[4]
- 1925: 86[4]
- 2017: 57[1]